# Seydouba Cissé
Seydouba Cissé (nascut el 10 de febrer de 2001) és un futbolista professional guineà que juga com a migcampista al club espanyol Leganés i a la selecció de Guinea.

## Carrera de club

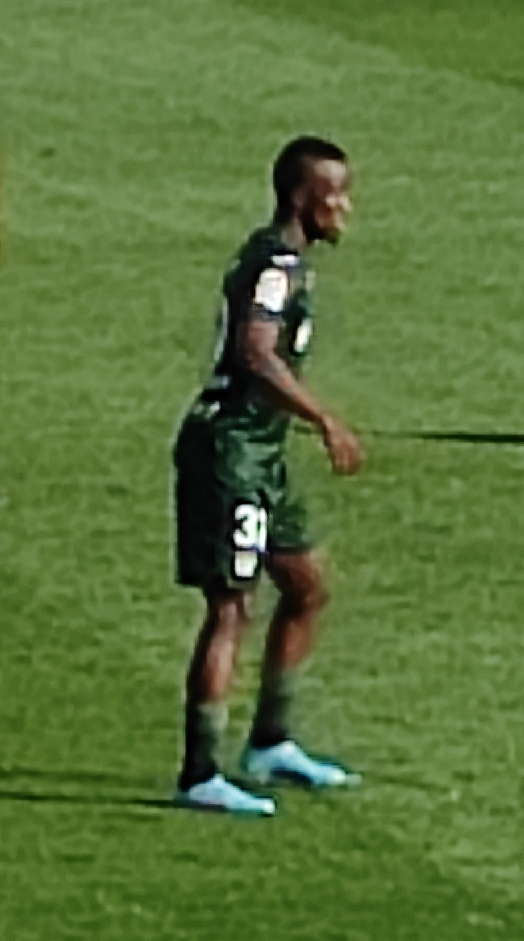
Cissé amb el Leganés el 2022

Nascut a Dabola, Cissé va començar la seva carrera al FC Attouga local, i havia fracassat a les proves a l'Anderlecht, l'Odense Boldklub i el Vejle BK. El 16 de gener de 2020 es va incorporar al Leganés, sent inicialment destinat a l'equip C de les lligues regionals.
Abans de la temporada 2020-21, Cissé va ascendir a les reserves a Tercera Divisió. Va fer el seu debut amb el primer equip el 10 de setembre de 2021, arribant com a substitut tardà del seu company de graduació juvenil Naim García en una derrota per 2-1 a Segona Divisió fora de casa contra l'Sporting de Gijón.
Cissé va marcar el seu primer gol com a professional l'11 de febrer de 2022, marcant el primer gol en una victòria a casa per 2-1 davant el Reial Saragossa. Tretze dies després, va renovar el seu contracte fins al 2026.

## Carrera internacional
Cissé va ser convocat a la selecció de Guinea per a un conjunt de partits de classificació per a la Copa Àfrica de Nacions 2023 el juny de 2022. Va debutar amb Guinea el 5 de juny de 2022 i ho va fer en una derrota per 1-0 contra Egipte.

## Palmarès
Leganés
- Segona Divisió: 2023–24